# Ronald Gower

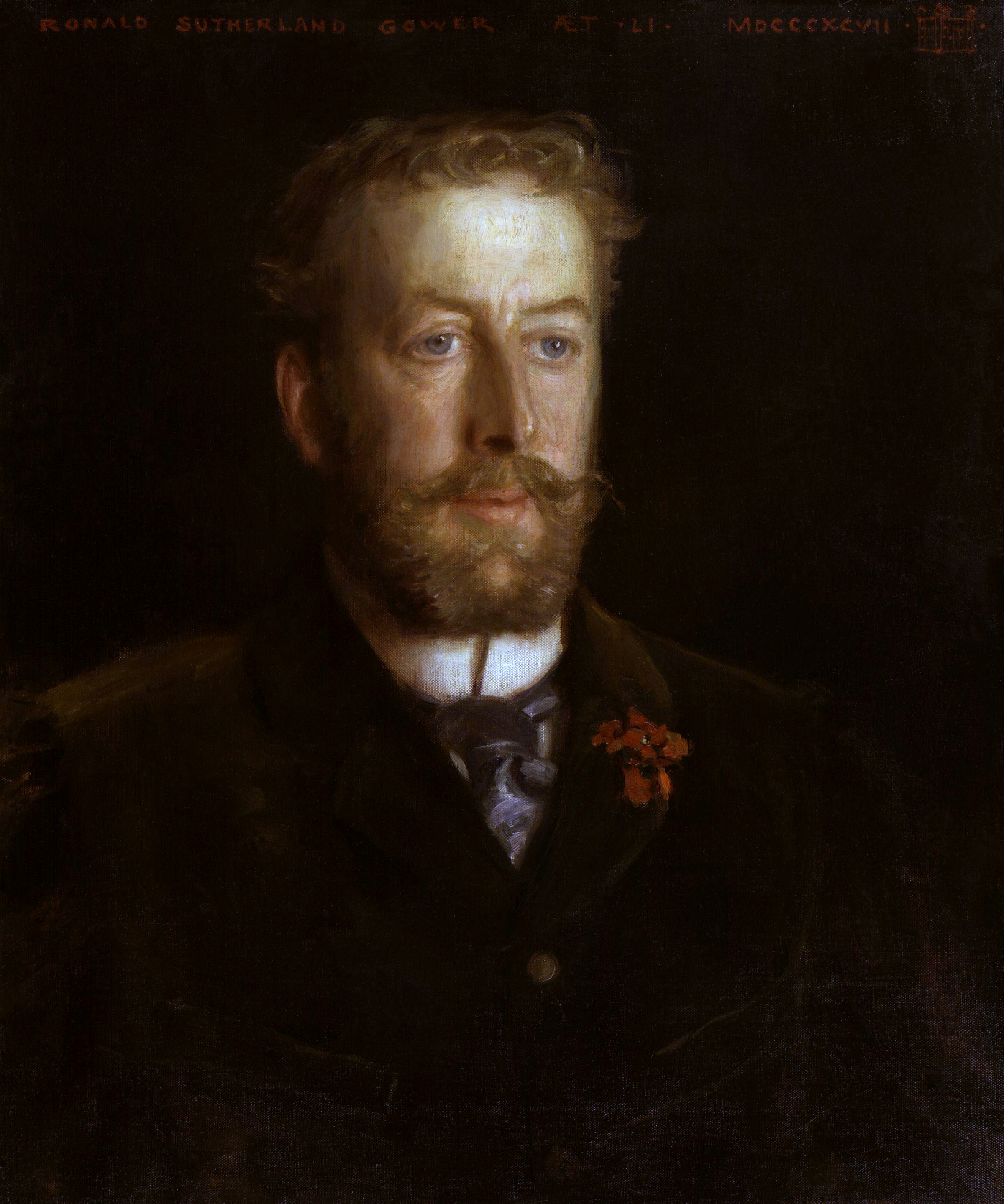
Porträt von Lord Ronald Gower von Henry Scott Tuke, 1897

Lord Ronald Charles Sutherland-Leveson-Gower (* 2. August 1845; † 9. März 1916) war ein britischer Autor, Bildhauer und  Politiker der Whig.

## Leben
Sein Vater war George Sutherland-Leveson-Gower, 2. Duke of Sutherland und seine Mutter war Harriet Sutherland-Leveson-Gower, Duchess of Sutherland, deren jüngster Sohn er war. Als jüngerer Sohn eines Dukes führte er die Höflichkeitsanrede Lord.

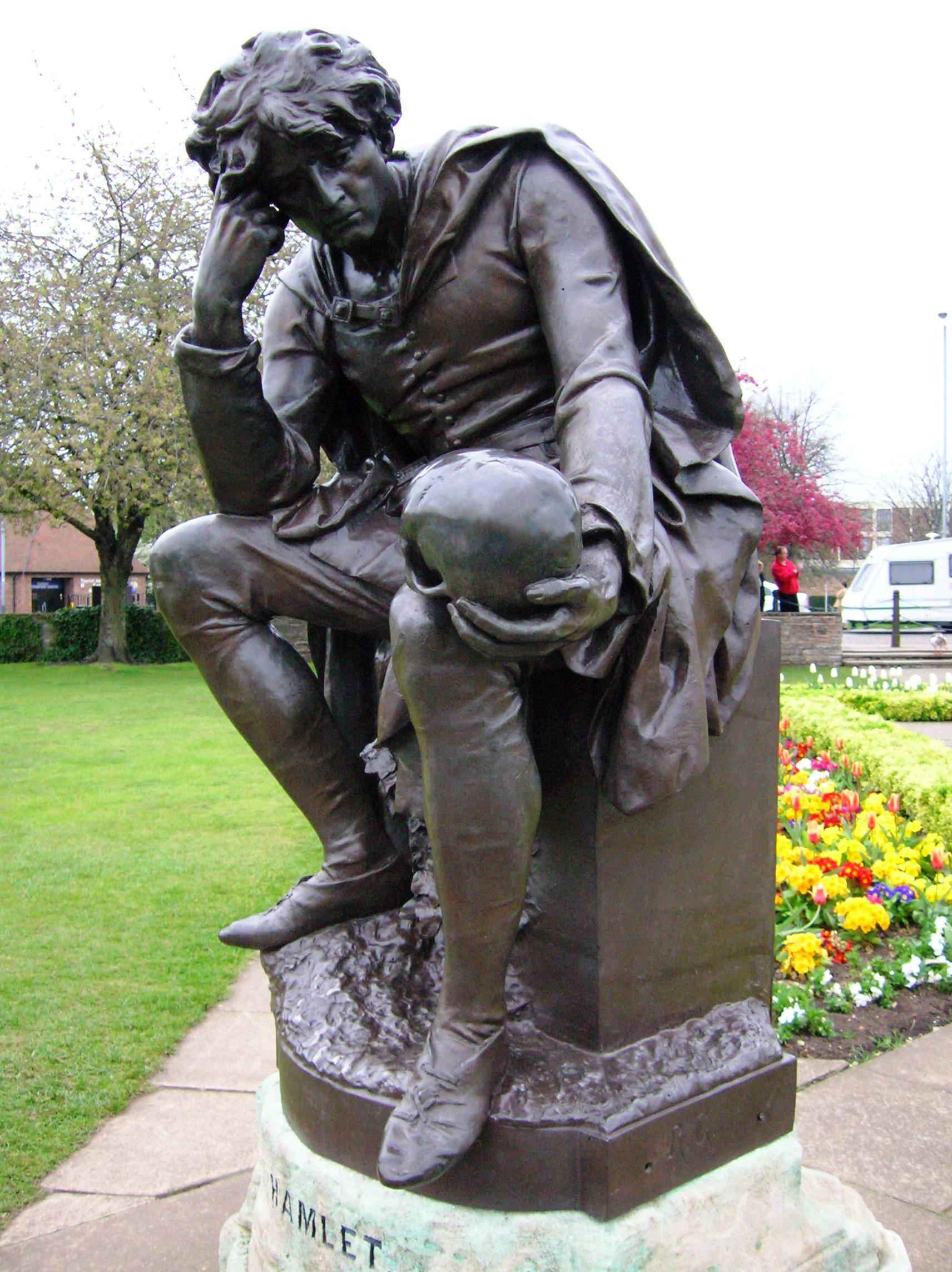
Gower's Statue von Hamlet in Stratford-upon-Avon

Sutherland-Leveson-Gower besuchte das Eton College und das Trinity College. Er war zwischen 1867 und 1874 Unterhaus-Abgeordneter (Whig) für den Wahlkreis Sutherland. In den folgenden Jahren verfasste er als Autor mehrere Werke, unter anderem schrieb er über Marie-Antoinette und Jeanne d’Arc, und eine Geschichte des Tower von Londons.
Zudem war er als Bildhauer im Vereinigten Königreich tätig. Zu seinen bedeutendsten Werken als Bildhauer gehören eine Statue von Shakespeare und vier seiner Theatercharaktere in Stratford-upon-Avon. 1890 wurde Sutherland-Leveson-Gower in den Cleveland-Street-Skandal verwickelt. Sein langjähriger Lebensgefährte war Frank Hird.

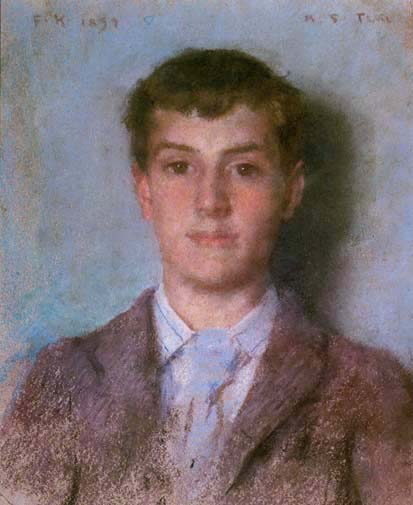
Gower's Lebensgefährte Frank Hird, gemalt von Henry Scott Tuke.

 1913 wurde Sutherland-Leveson-Gower durch einen Betrug durch Francis Shackleton, dem Bruder vom irischen Antarktisforscher Ernest Shackleton, um sein Vermögen gebracht.